# Papaver pavoninum
Papaver pavoninum är en vallmoväxtart. Papaver pavoninum ingår i släktet vallmor, och familjen vallmoväxter.

## Underarter
Arten delas in i följande underarter:
- P. p. ocellatum
- P. p. pavoninum